# Правило Вігнера
Правило Вігнера (англ. Wigner’s spin-conservation rule) — перенос енергії від збудженої молекули підпорядковується правилу збереження спіну, що є частковим випадком закону збереження моменту: сумарний спін системи не змінюється в результаті переносу енергії. Правило дійсне як для фізичних процесів переносу енергії, так i для фотохімічних реакцій. Пр., при різноманітних можливих варіантах взаємодії триплетної та синглетної частинок розподіл спінів у продуктах взаємодії збігається з таким у вихідних молекулах (три спіни за спрямуванням відрізняються від четвертого, але є неможливим утворення двох триплетів чи синглетів).
[↑↑]* + [↓↑] → [↓↑] + [↑↑]*,
або [↑↑↓] + [↑], або [↑↑] + [↓] + [↑], або [↑↓] + [↑] + [↑], 
але не [↑↑] + [↓↓] чи [↓↑] + [↑↓].
Це правило називають ще правилом збереження спінів і воно формулюється так — при елементарних хімічних процесах електронні та магнітні моменти зберігають свою орієнтацію.